# Ernst Platz

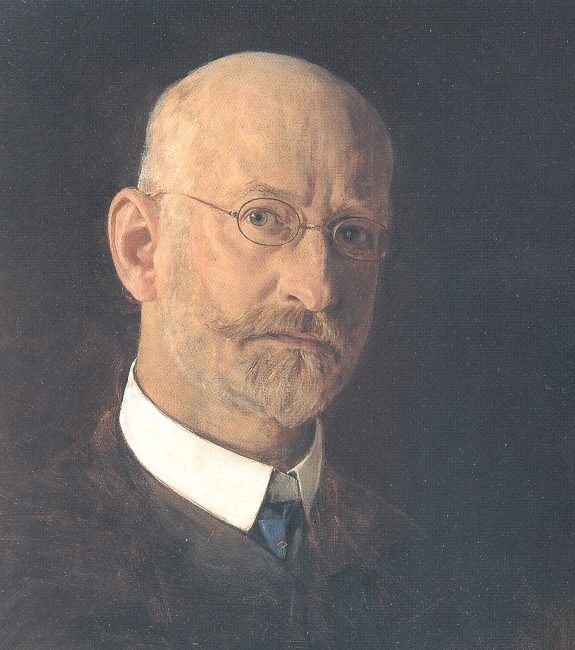
Selbstporträt 1908

Ernst Heinrich Platz (* 13. September 1867 in Karlsruhe; † 17. Januar 1940 in München) war ein deutscher Bergmaler, Illustrator und Alpinist.

## Lebenslauf
Sein Vater lehrte Mathematik und Naturwissenschaften am Gymnasium Karlsruhe und war Gründungsmitglied und Vorstand der örtlichen Alpenvereinssektion. Auch als Geologe viel in der freien Natur unterwegs, weckte er in Ernst Platz die Begeisterung für die Berge. 
Der studierte 1887/90 sechs Semester Architektur an der technischen Hochschule Karlsruhe, brach dann aber ab und zog nach München, wo er sich ausschließlich der Malerei und dem Bergsteigen widmete. Nach Privatstudien bei Julius Exner (Akt, Porträt) ging er 1891–1894 für drei Jahre an die Akademie der Künste, wo er bei Professor Alexander von Wagner klassische Malerei studierte. Wagner riet ihm, seine Fertigkeiten in der Natur zu erproben (Pleinair-Malerei). 
Als sowohl Aufsatz wie Illustrationen in das Jahrbuch des „Deutschen und Österreichischen Alpenvereins“ aufgenommen wurden, bestärkte dies seine Hinwendung zur Malerei und zum Bergsteigen. Neben den gut verkäuflichen Landschaftsbildern stellte er gerne die Menschen im Gebirge in den Vordergrund. Sie standen auch im Mittelpunkt jener ersten beiden Werke, die er ab 1893 im Münchner Glaspalast ausstellte: „Memento Mori“ und der „Kletterer in den Kalkalpen“. 
Im Oktober 1889 hatte der Afrikaforscher, Geograph und Verleger Hans Meyer den mit 5895 m höchsten Berg Afrikas Kibo (Uhuru Peak oder unter deutscher Kolonialherrschaft Kaiser-Wilhelm-Spitze) im Kilimandscharo-Massiv gemeinsam mit dem Alpinisten Ludwig Purtscheller zum ersten Mal bestiegen. 1898 reiste er erneut zum Kilimandscharo für weitere Forschungen auf dem Gebiet der Vulkanologie und der Vergletscherung sowie der Vermessung des tropischen Hochgebirges. Platz begleitete ihn, nahm an der zweiten Besteigung des Kibo von Norden über die Hans Meyer Scharte teil und brachte zahlreiche Bilder und Skizzen von seiner ersten großen Auslandsbergfahrt zurück nach München. Allerdings zog er sich bei der Reise eine Malariainfektion zu, die ihn drei Jahre lang bei seinen bergsteigerischen Aktivitäten einschränkte. Einen Teil der Bilder verwendete Hans Meyer zur Illustration seines 1900 veröffentlichten Buches Der Kilimandjaro. Reisen und Studien.
Ein markanter 3.852 m hoher, aus basaltischen Bruchstücken und Lavaüberzügen bestehender Einzelgipfel im Kilimandscharogebirge wurde nach dem Maler „Platzkegel“ benannt. Der Name ging zunächst verloren, nachdem die ehemals deutsche Kolonie in englischen Besitz kam. Die neuen Kolonialherren übersetzten in Unkenntnis über den Namensursprung „Platz“ mit „Place“. Auf diese Weise erhielt der Gipfel zwischendurch die Bezeichnung „Cone Place“. Aktuelle wissenschaftlichen Veröffentlichungen verwenden wieder den Namen „Platzkegel“.

Kilimandscharo 1898
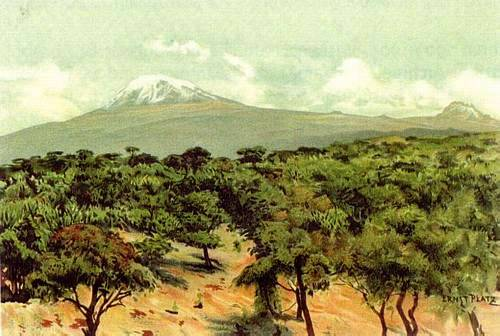
Der Kilimandscharo von Moshi aus
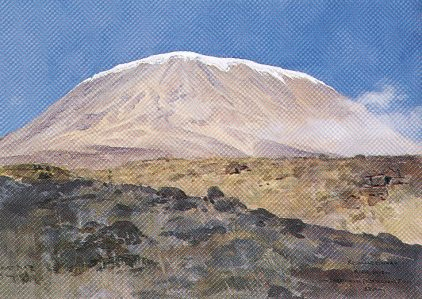
Kibo, Kilimandscharo vom Lager der Salpeterhöhle aus
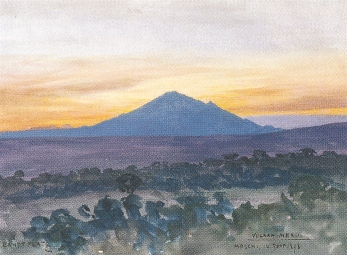
Steppe von Arusha vor dem Meru von Moshi aus
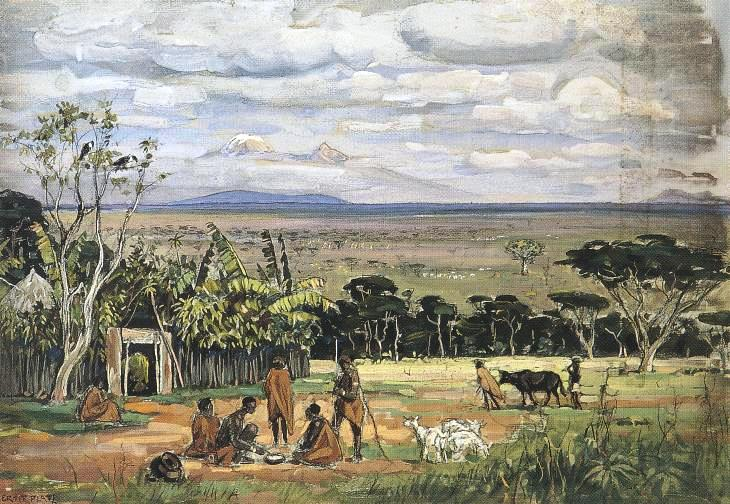
Eingeborenensiedlung vor dem Kilimandscharo
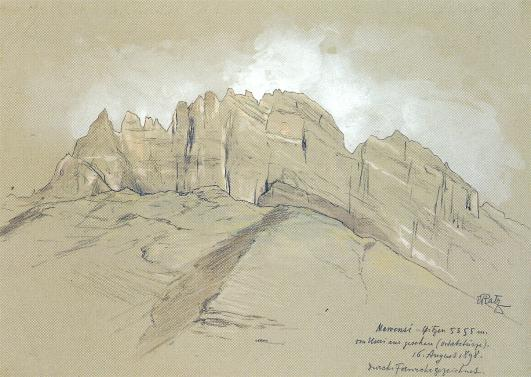
Mawensi-Spitzen, 5355 m
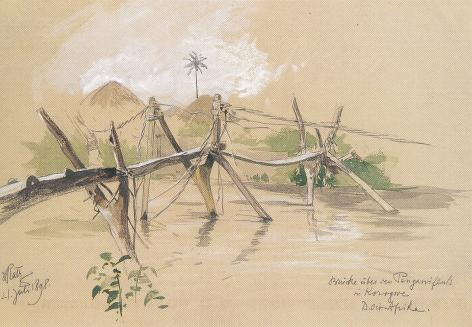
Brücke über den Panganifluß in Korogwe
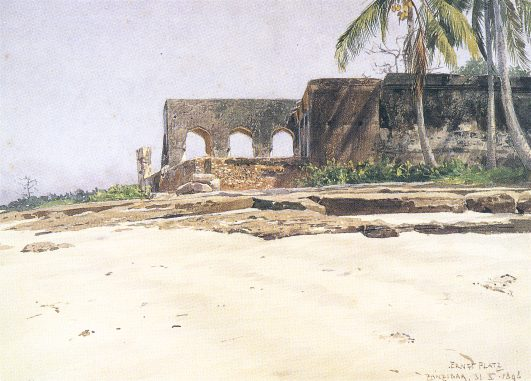
Alte Moschee am Strand bei Sansibar

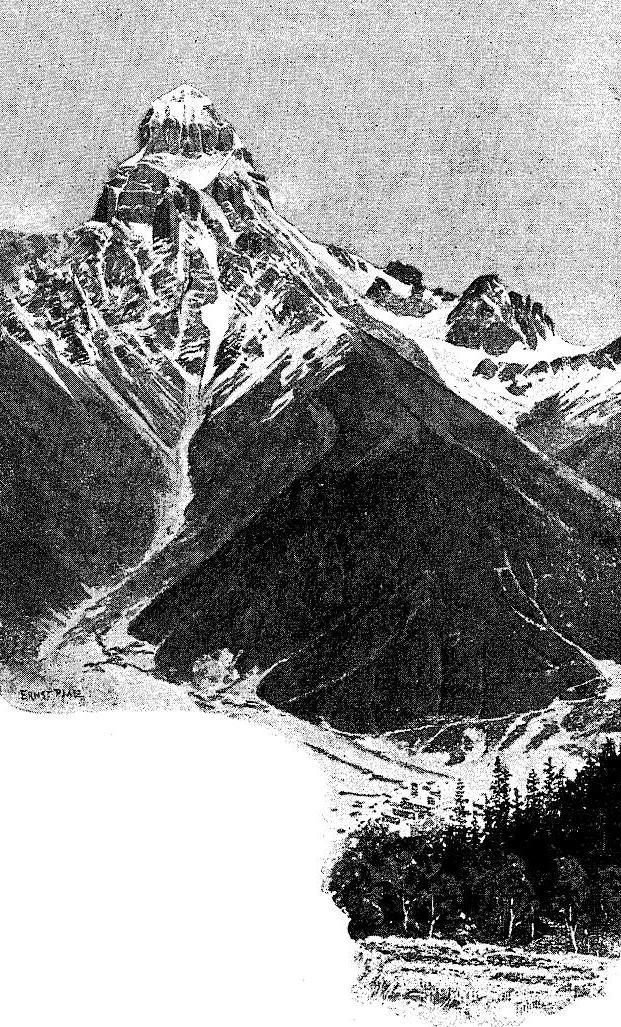
Ushba (4.698 m) mit Dorf Mazeri in Swanetien

Während der erfolgreichen Kaukasusexpedition 1903 unter Leitung des Forschungsreisenden Willi Rickmer-Rickmers beschränkte er sich auf die bildliche Dokumentation dieser Reise. 1911 nahm er nochmals an einer Fahrt in den Kaukasus teil, auch hier war die Ausbeute an Bildern größer als seine Eintragungen im Tourenbuch. Eine für 1914 geplante Himalayaexpedition scheiterte am Ausbruch des Ersten Weltkrieges. 
Der knapp 50-jährige Platz meldete sich freiwillig und erlebte den Krieg hinter der Front. Danach unternahm Ernst Platz zwar noch viele Bergfahrten, aber keine anspruchsvollen Hochtouren mehr und auch nicht mehr außerhalb Europas. Dies hing nicht zuletzt mit der gerade für Künstler finanziell schwierigen Nachkriegszeit zusammen, wie ein Zitat vom 7. Juni 1922 andeutet: „...der Vorkriegstraum  von einem behaglichen Schaffen ist eben ein Traum geblieben, und ich gebe mich keinen Illusionen hin.“
1929 nahm Ernst Platz an der Kunstausstellung im Münchner Glaspalast mit dem Gemälde Dent d'Herens teil.
Ernst Platz starb 72-jährig am 17. Januar 1940 in München und wurde auf dem Karlsruher Hauptfriedhof begraben.

## Ernst Platz privat
Platz entsprach dem Typ des Einzelgängers, was man auch auf seine Maltätigkeit zurückführte. Er war nie verheiratet, hinterließ auch keine Kinder; selbst Bindungen an Freunde sind nicht überliefert. Dennoch schloss er sich sowohl dem künstlerischen (Münchner Künstlergenossenschaft, Münchner Künstlerkameradschaft) als auch dem alpinistischen (Akademischer Alpenverein München, Deutscher und Österreichischer Alpenverein) Vereinsleben nicht aus. Sein liebster Urlaubsort war Pettneu am Arlberg, wo er jährlich mehrerer Wochen verbrachte.

## Bergtouren
Platz gehörte nicht zur Elite der damaligen Bergsteigergilde, dennoch gelangen ihm einige bemerkenswerte Touren, unter ihnen:  
erste führerlose Ersteigung des Watzmann von St. Bartholomä aus (1895), Erstbesteigung von Fensterlturm (1895), Kibo Erstbesteigung von Norden über Hans Meyer-Scharte / zweite Ersteigung (1898), Kaukasus: (1903), 1911: Schau-Choch, Mainkpars-Tau, Kalasan-Tau  (alles Erstbesteigungen).

## Beurteilung

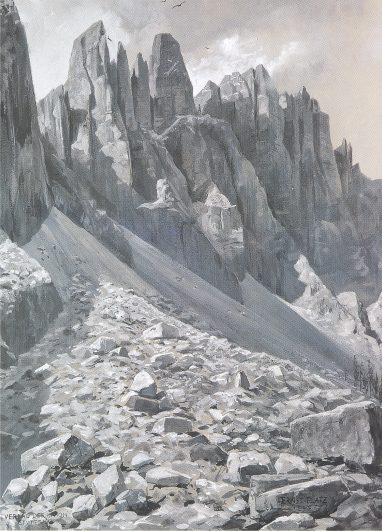
Der Latemar in den Dolomiten, 1907

Das Werk von Ernst Platz ist stark an seinen Verdienstmöglichkeiten orientiert. Neben seinen Landschaftsbildern und Porträts war er ein eifriger Maler und Zeichner von Gebrauchsgrafiken wie Postkarten, Plakaten, Zeitungswerbung, Karikaturen und Buchillustrationen. Auch sein Architekturstudium spiegelt sich in Bildern wider, die Gebäude oder Innenräume zeigen. Den nachhaltigsten Eindruck haben jedoch seine oft nur skizzenhaft gebliebenen Bewegungsstudien hinterlassen. Sie waren der Grund für seine Beliebtheit als Illustrator von alpinen Lehrbüchern und Bergsportkatalogen. Die neben Platz bekanntesten Bergmaler dieser Zeit (Compton und Reschreiter) haben sich mit diesem Thema nicht auch nur annähernd so ausführlich befasst. Diese Bilder bieten heute wertvolle, weil seltene Hinweise auf die sich stets wandelnde Ausrüstung und Bekleidung der Alpinisten.